# Касима (стадион)
Стадион «Касима» (яп. カシマサッカー スタジアム Касима Сокка: Сутадзиаму) — футбольный стадион, расположенный в городе Касима, префектура Ибараки, Япония. Является домашней ареной клуба Джей-лиги «Касима Антлерс». Стадион был открыт в 1993 году и на данный момент вмещает 40 728 зрителей.

## Чемпионат мира 2002
Стадион «Касима» принял три матча чемпионата мира по футболу 2002 года.
Групповой раунд:
- 2 июня: Аргентина 1 — 0 Нигерия
- 5 июня: Германия 1 — 1 Ирландия
- 8 июня: Италия 1 — 2 Хорватия